# Bulgari (instrument)
Le bulgari ou boulgari (grec moderne : μπουλγαρί) est un instrument de musique à cordes pincées d'origine turque, et rencontré notamment en Anatolie parmi les populations turcomanes implantées dans la région des monts Taurus, tout comme le bağlama et le çağür. Ce luth à manche long s'est ensuite répandu dans l'est du bassin méditerranéen, notamment en Égypte et en Crète.
Il tiendrait son nom des tribus proto-bulgares de la région de la Volga avec lesquelles les Turkmens avaient été en contact. Par ailleurs, il n'a pas de lien direct avec le bugarija bulgare, un autre luth assez similaire également appelé tamboura, en raison de l'isolement de cette population (d'avec les Bulgares européens) pendant plus de mille ans.
Il appartient à la famille des tambûrs (née en Mésopotamie) qui se dissémine dans le monde ottoman dès le XIVe siècle. Le musicographe français Guillaume André Villoteau mentionne ainsi en 1807 un instrument à deux cordes existant au Caire et appelé tanbour boulghari ou guitare de Bulgarie,, entre autres instruments de la famille du tambûr (le bağlama, le sharki, bozuk) qui y seront ensuite remplacés par le buzuq.
Aujourd'hui, en Turquie, on l'apparente avec les saz.
Le boulgari s'implante en Crète par le biais des réfugiés fuyant l'Anatolie dans les années 1920,, bien qu'un type de boulgari semble y avoir existé dès le XIXe siècle, aussi bien parmi les populations chrétiennes que musulmanes (la Crète fut conquise en 1669), comme le montrent certains témoignages. Il y est encore en usage aujourd'hui, bien que supplanté progressivement par le laouto. Il est toutefois à noter qu'en Grèce, la désignation et la lutherie de cet instrument est variable (confusion avec le saz notamment) ; ainsi un luthier crétois du XXe siècle, Manolis Malliotis, désignait sous les noms de boulgari ou bağlama un instrument de type tambouras (grec moderne : ταμπουράς). 

## Lutherie
La caisse de résonance du bulgari est soit taillée dans un bloc de bois de mûrier, soit moulée en bois lamellé-collé ; la table d'harmonie est réalisée en pin ou en épicéa. Il y a une grosse ouïe avec une rosace placée soit à la base, soit sur le côté supérieur. Le long manche est muni de 16 à 22 frettes amovibles, bien que certains musiciens tels Stélios Foustaliérakis les ont remplacées par des frettes fixes. Il existe selon les versions de trois à sept cordes métalliques ; celle servant de bourdon se nomme également boulgari ou bourgana[réf. nécessaire]. 
Selon les services du ministère de l'Éducation nationale turc chargés de la lutherie, le bulgari comportait deux ou quatre cordes. Selon les dernières observations[Quand ?] qui ont pu être faites du bulgari, il possède quatre chevilles et devait donc à l'origine posséder quatre cordes mais n'en compte plus que trois voire deux.
Le boulgari crétois possède en général six cordes et six chevilles, ce qui dénote une influence des autres luths de type saz.

## Jeu
Tandis que le bulgari turc se joue avec la pulpe des doigts comme le tambûr, le boulgari crétois se joue à l'aide d'un plectre en forme de plume proche de celui du laouto. On y interprète notamment le tabachaniotika, un style musical proche du rebetiko, développé par les populations d'origine turque.
Ross Daly et Periklís Papapetrópoulos en sont aujourd'hui des interprètes reconnus. Le dernier grand joueur de boulgari crétois du XXe siècle était Stélios Foustaliérakis[réf. nécessaire].